# Districtul Federal Central
Districtul Federal Central  (în limba rusă: Центра́льный федера́льный о́круг) este unul dintre cel șapte districtele federale ale Rusiei. 
Denumirea "Rusia Centrală" are strict înțeles politic și istoric. De fapt, districtul este localizat în vestul Rusiei. Districtul are o populație (în conformitate cu datele recensământului rusesc din 2002) de 38.000.651 de locuitori, iar suprafața lui este de 650.700 km². Ulterior, noul recensământ din 2010 a stabilit că au fost 38.427.539 de locuitori, din care 89,1% ruși. Districtul federal este condus de un împuternicit special prezidențial (în momentul de față, Gheorghi Poltavcenko).
Districtul Federal Central cuprinde: 
| 1. Regiunea Belgorod 2. Regiunea Briansk 3. Regiunea Ivanovo 4. Regiunea Kaluga 5. Regiunea Kostroma 6. Regiunea Kursk 7. Regiunea Lipețk 8. Moscova (oraș federal) 9. Regiunea Moscova 10. Regiunea Oriol 11. Regiunea Riazan 12. Regiunea Smolensk 13. Regiunea Tambov 14. Regiunea Tver 15. Regiunea Tula 16. Regiunea Vladimir 17. Regiunea Voronej 18. Regiunea Iaroslavl |